# Imatidium
Imatidium là một chi bọ cánh cứng trong họ Chrysomelidae.
Chi này được miêu tả khoa học năm 1801 bởi Fabricius.

## Các loài
Các loài trong chi này gồm:
- Imatidium acutungulum (Spaeth, 1923)
- Imatidium banghaasi (Spaeth, 1907)
- Imatidium buckleyi (Spaeth, 1929)
- Imatidium chalybeum (Boheman, 1850)
- Imatidium collare (Herbst, 1799)
- Imatidium compressum (Spaeth, 1923)
- Imatidium exiguum (Spaeth, 1923)
- Imatidium fallax (Spaeth, 1911)
- Imatidium nigrum (Wagener, 1881)
- Imatidium rufiventre (Boheman, 1850)
- Imatidium rufomarginatum (Boheman, 1850)
- Imatidium sublaevigatum (Spaeth, 1923)
- Imatidium thoracicum Fabricius, 1801
- Imatidium thoracicum Fabricius, 1801
- Imatidium validicorne (Spaeth, 1922)